# Copris corpulentus
Copris corpulentus là một loài bọ cánh cứng trong họ Bọ hung (Scarabaeidae).